# Rychlobruslení na Zimních olympijských hrách 2018 – 500 metrů ženy
Závod na 500 metrů žen na Zimních olympijských hrách 2018 se konal v hale Gangneung Oval v Kangnungu dne 18. února 2018. Oproti předchozím ZOH z let 1998–2014 se jel pouze jednokolově, čímž navázal na typ závodu, jak se odehrával na ZOH do roku 1994.
Závod vyhrála v olympijském rekordu Japonka Nao Kodairaová, pro kterou to byla již druhá medaile ze ZOH 2018. Na druhém místě se umístila Jihokorejka I Sang-hwa, obhájkyně prvenství ze ZOH 2010 a 2014. Bronz získala jako svoji první olympijskou medaili Češka Karolína Erbanová.

## Rekordy
Před závodem měly rekordy následující hodnoty:
| Světový rekord    | I Sang-hwa     | 36,36 | Utah Olympic Oval, Salt Lake City | 16. listopadu 2013 |
| Olympijský rekord | I Sang-hwa     | 37,28 | Adler-Arena, Soči                 | 11. února 2014     |
| Rekord dráhy      | Nao Kodairaová | 37,13 |                                   | 10. února 2017     |

V závodě pokořila olympijský rekord Nao Kodairaová, která dobruslila do cíle v čase 36,94.

## Výsledky
| Pořadí           | Dvojice | Dráha | Jméno                   | Země                         | Čas        | Ztráta |
| ---------------- | ------- | ----- | ----------------------- | ---------------------------- | ---------- | ------ |
| Zlatá medaile    | 14      | I     | Nao Kodairaová          | Japonsko                     | 36,94 (OR) | 0,00   |
| Stříbrná medaile | 15      | O     | I Sang-hwa              | Jižní Korea                  | 37,33      | +0,39  |
| Bronzová medaile | 14      | O     | Karolína Erbanová       | Česko                        | 37,34      | +0,40  |
| 4.               | 16      | I     | Vanessa Herzogová       | Rakousko                     | 37,51      | +0,57  |
| 5.               | 11      | O     | Brittany Boweová        | Spojené státy americké       | 37,530     | +0,59  |
| 6.               | 4       | I     | Jorien ter Morsová      | Nizozemsko                   | 37,539     | +0,59  |
| 7.               | 16      | O     | Angelina Golikovová     | Olympijští sportovci z Ruska | 37,62      | +0,68  |
| 8.               | 15      | I     | Arisa Goová             | Japonsko                     | 37,67      | +0,73  |
| 9.               | 13      | I     | Jü Ťing                 | Čína                         | 37,81      | +0,87  |
| 10.              | 13      | O     | Marsha Hudeyová         | Kanada                       | 37,88      | +0,94  |
| 11.              | 9       | O     | Heather Bergsmaová      | Spojené státy americké       | 38,13      | +1,19  |
| 12.              | 10      | O     | Kim Hjon-jong           | Jižní Korea                  | 38,251     | +1,31  |
| 13.              | 11      | I     | Erina Kamijaová         | Japonsko                     | 38,255     | +1,31  |
| 14.              | 12      | O     | Heather McLeanová       | Kanada                       | 38,29      | +1,35  |
| 15.              | 8       | I     | Čang Chung              | Čína                         | 38,39      | +1,45  |
| 16.              | 9       | I     | Kim Min-son             | Jižní Korea                  | 38,534     | +1,59  |
| 16.              | 10      | I     | Judith Dannhauerová     | Německo                      | 38,534     | +1,59  |
| 18.              | 12      | I     | Hege Bøkková            | Norsko                       | 38,538     | +1,59  |
| 19.              | 1       | I     | Anice Dasová            | Nizozemsko                   | 38,75      | +1,81  |
| 20.              | 5       | O     | Tchien Žuej-ning        | Čína                         | 38,86      | +1,92  |
| 21.              | 8       | O     | Jekatěrina Ajdovová     | Kazachstán                   | 38,96      | +2,02  |
| 22.              | 6       | O     | Chuang Jü-tching        | Tchaj-wan                    | 38,98      | +2,04  |
| 23.              | 3       | I     | Lotte van Beeková       | Nizozemsko                   | 39,18      | +2,24  |
| 24.              | 2       | O     | Erin Jacksonová         | Spojené státy americké       | 39,20      | +2,26  |
| 25.              | 4       | O     | Kaja Ziomeková          | Polsko                       | 39,26      | +2,32  |
| 26.              | 7       | I     | Yvonne Daldossiová      | Itálie                       | 39,28      | +2,34  |
| 27.              | 2       | I     | Ida Njåtunová           | Norsko                       | 39,33      | +2,39  |
| 28.              | 7       | O     | Elina Riskuová          | Finsko                       | 39,36      | +2,42  |
| 29.              | 6       | I     | Francesca Bettroneová   | Itálie                       | 39,52      | +2,58  |
| 30.              | 5       | I     | Xenija Sadovská         | Bělorusko                    | 39,64      | +2,70  |
| 31.              | 3       | O     | Alexandra Ianculescuová | Rumunsko                     | 40,70      | +3,76  |

### Mezičasy medailistek
| Jméno             | Země        | 100 m         | Cíl           |
| ----------------- | ----------- | ------------- | ------------- |
| Nao Kodairaová    | Japonsko    | 10,26 (+0,06) | 36,94 (0,00)  |
| I Sang-hwa        | Jižní Korea | 10,20 (0,00)  | 37,33 (+0,39) |
| Karolína Erbanová | Česko       | 10,30 (+0,10) | 37,34 (+0,40) |